# Cruzini
Cruzini (en corse : Crùzinu [ˈkruːʣinu]) est une ancienne piève de Corse. Située dans l'ouest de l'île, elle relevait de la province de Vico sur le plan civil et du diocèse de Sagone sur le plan religieux.

## Géographie

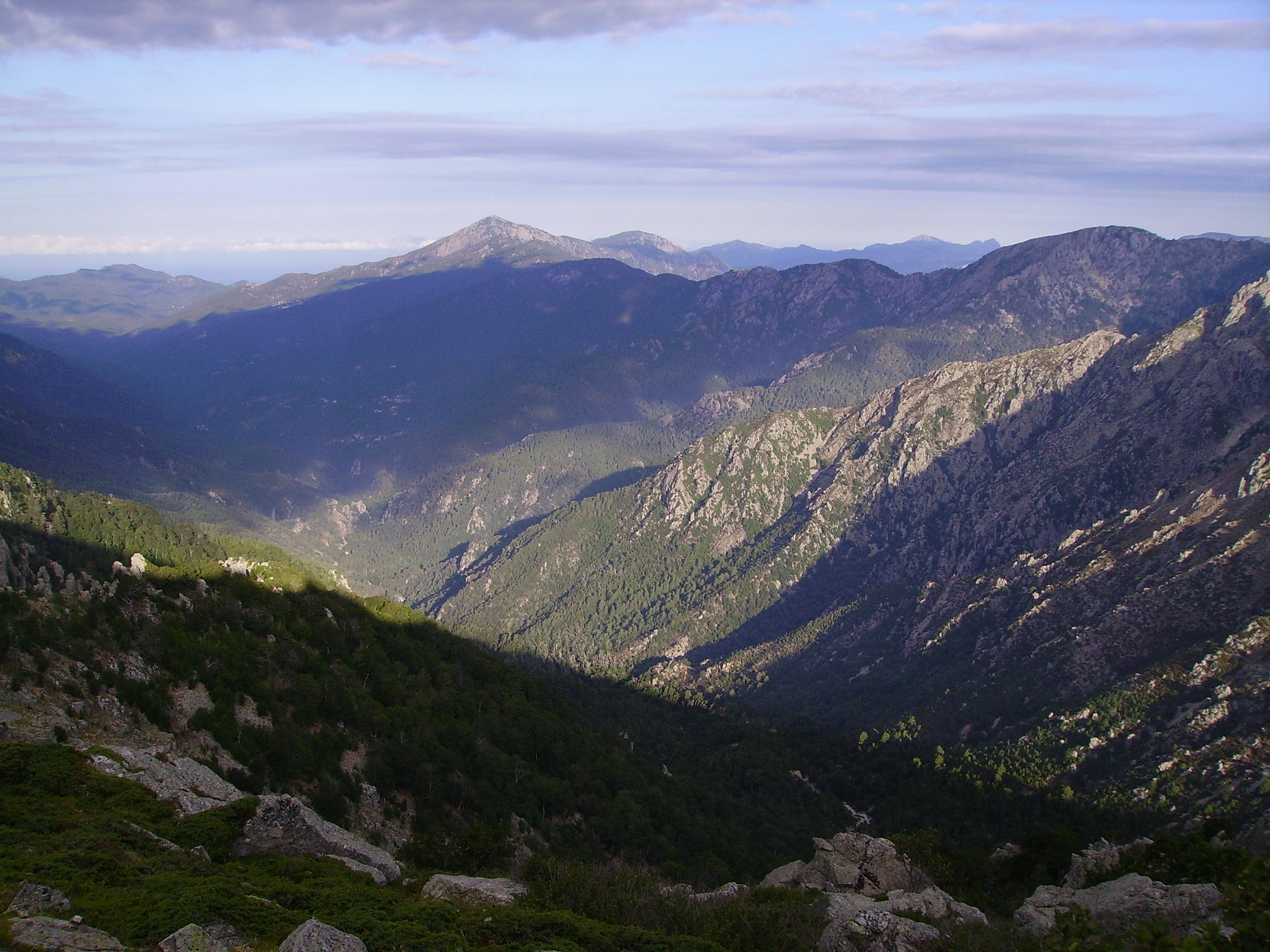
Vue sur la vallée de Cruzzini depuis le GR 20.

Cruzini est une piève du Vicolais occupant la vallée de la rivière du même nom, affluent du Liamone. Constituée de villages de moyenne montagne au pied du massif du Monte Rotondo, son territoire est inclus dans le parc naturel régional de Corse et culmine à la Punta Migliarello (2 254 m).
La piève correspond au territoire des communes actuelles de :
- Azzana,
- Pastricciola,
- Rezza,
- Rosazia,
- Salice.

Les pièves limitrophes de Cruzini sont :

## Histoire
Au XVIe siècle vers 1520,  elle avait pour lieux habités :
- lo Salice : Salice ;
- Asana : Azzana ;
- Rosacia : Rosazia ;
- Guiliza : Ghigliazza, hameau de Pastricciola.

La piève de Cruzini devient en 1790 le canton de Cruzini, qui prend en 1828 le nom de canton de Salice.
Les habitants composent une communauté agropastorale réputée pour sa forte cohésion face aux voisins des autres vallées et sa capacité de résistance à l'envahisseur. La vallée du Cruzzini offre des paysages au romantisme sauvage.